# 지구공동설

에드먼드 핼리가 주장하는 공동 지구의 형태.

레온하르트 오일러가 주장하는 공동 지구의 형태. 지구 중심에는 1000km 직경의 별이 있다고 주장했다.

지구공동설(地球空洞說, 영어: Hollow Earth)은 지구의 속이 비어 있으며, 양극(남극과 북극)에 그 비어 있는 속으로 들어갈 수 있는 입구가 있다는 주장이다. 19세기부터 20세기 초에 유행하였으며, 각종 SF의 모티브가 되기도 했다. 지구 속에 별천지가 있다는 주장과 우리 인류가 현재 비어 있는 지구 속에 살고 있다는 주장 등이 있다.
측지학적인 반증이 많이 나와 주류 과학계에서는 유사 과학으로 여겨진다. 아이작 뉴턴의 구각 정리에 따르면 중심에 대해 대칭인 구각의 내부에서는 구각의 두께에 상관 없이 어디에서나 중력의 합이 0이다. 따라서 지구 한가운데에 빈 공간이 있다면 그 안에서는 무중력 상태를 경험할 것이다. 원심력조차 지구 표면 중력의 최대 0.3%에 불과하다.
그러나 지구 공동설에는 단 하나의 근거도 없기에 대부분의 과학자들은 지구공동설에 대해 부정적이며, 이는 유사과학으로 분류된다.

## 역사
9그리스 신화의 하데스와 같은 지하 세계에 대한 개념이 있었다.
1692년 어느날 에드먼드 핼리는 지구가 약 800km 두께의 껍질과 각각 금성과 화성 정도 크기의 두 개의 안쪽 껍질, 수성 정도 크기의 안쪽 구로 이루어져 있다는 내용의 글을 썼다. 두 껍질 사이에 대기가 있고, 각각의 껍질이 자기극을 가지고 있으며 다른 속도로 자전한다는 것이다. 지구 안쪽에 야광성 물질이 차 있으며 그것이 빠져나와 오로라를 만드는 것이라고 주장했다.

## 같이 보기
- 플랫 어스(지구평면설)
- 달 행성설
- 의사과학